# Ein Schritt ins Leere
Ein Schritt ins Leere ist der 15. Kriminalroman von Agatha Christie. Er erschien zuerst im September 1934 im Vereinigten Königreich unter dem Titel Why Didn’t They Ask Evans? im Collins Crime Club und 1935 in den USA bei Dodd, Mead and Company unter dem Titel The Boomerang Clue. Die deutsche Erstausgabe wurde 1935 im Goldmann Verlag (Leipzig) in der Übersetzung von Otto Albrecht van Bebber veröffentlicht. Im November 2021 erschien eine Neuübersetzung von Michael Mundhenk.

## Handlung
Bobby Jones, der Sohn des Pfarrers der walisischen Küstenstadt Marchbolt, spielt mit einem Freund Golf. Er schießt seinen Ball über den Rand der Klippen und als er nach ihm sucht, sieht er einen Mann am Hang liegen. Während sich Bobby um den schwer verletzten Mann kümmert, eilt sein Freund ins Dorf, um Hilfe zu holen. Bobby hält den Verletzten im Arm, der nach den Worten „Warum haben sie nicht Evans gefragt?“ stirbt. Dieser Satz und ein Foto einer wunderschönen Frau, das der Unbekannte in seiner Brusttasche bei sich hat, sind die einzigen Spuren. Während Bobby bei der Leiche wartet, kommt ein Unbekannter, der sich als Roger Bassington-ffrench vorstellt. Er bietet Bobby an, bei der Leiche zu bleiben, weil Bobby sonst zu spät käme, um in der väterlichen Kirche die Orgel zu spielen.
Der tote Mann wird von seiner angeblichen Schwester Amelia Cayman als Alex Pritchard identifiziert. Sie soll die Frau von dem Foto sein und Bobby wundert sich, wie aus einer so schönen jungen Frau eine so unansehnliche ältere werden kann. Nach der gerichtlichen Untersuchung wollen Mrs. Cayman und ihr Mann wissen, ob Pritchard vor seinem Tod noch etwas gesagt hat. Bobby sagt, dass er nichts gesagt habe. Erst später, als er sich mit seiner Freundin „Frankie“ – Lady Frances Derwent – unterhält, fallen ihm die Worte wieder ein. Er schreibt den Caymans einen Brief und erhält eine höfliche und nichtssagende Antwort.
Bobby möchte bei einem Freund in einer Autowerkstatt in London zu arbeiten beginnen, erhält aber ein lukratives Angebot für eine Arbeit in Buenos Aires. Er entscheidet sich jedoch, dieses Angebot abzulehnen. Kurz danach erkrankt er, nachdem er Bier aus einer Flasche getrunken hat. Das Bier war vergiftet. Die örtliche Polizei glaubt, dass das die Tat eines Verrückten war, Frankie meint aber, dass Bobby das Opfer eines Mordanschlages geworden sei. Während seiner Genesung sieht er in einer alten Lokalzeitung das Foto, das gedruckt wurde, um Pritchards Schwester zu finden. Er begreift sofort, dass das nicht das Foto ist, das er in der Tasche des Toten gesehen hat. Bassington-ffrench muss also das Foto ausgetauscht haben, während er mit ihm allein war, und Mrs. Cayman ist keine Verwandte des Opfers. Bobby und Frankie beschließen, dass der beste Weg das Geheimnis zu lösen sei, Bassington-ffrench zu finden.
Es gelingt ihnen, eine Spur zu einem Haus namens Merroway Court in Hampshire zu finden, im Besitz eines Bruders von Bassington-ffrench, Henry, und dessen Frau Sylvia. Vor diesem Haus inszenieren sie mit Hilfe eines befreundeten Arztes einen Autounfall, so dass Frankie (in Wirklichkeit unverletzt) nach Merroway Court eingeladen wird, um sich zu erholen. Frankie hat einen Zeitungsausschnitt über den mysteriösen Toten dabei und Sylvia bemerkt, dass er aussieht wie ein Mann, den sie kennt – Alan Carstairs. Er war ein Abenteurer und Großwildjäger und Freund von John Savage, einem Millionär, der vor kurzem Selbstmord begangen hat, nachdem er von seiner Krebserkrankung erfahren hatte. Frankie lernt auch noch zwei Nachbarn der Bassington-ffrenchs kennen – Dr. Nicholson und seine junge Frau Moira. Dr. Nicholson führt im Ort ein Sanatorium. Frankie schreibt an Bobby, dass er das Haus untersuchen solle. Er begibt sich nachts auf das Gelände. Dort trifft er auf eine junge Frau, die ihm sagt, dass sie um ihr Leben fürchte – die Frau vom Foto aus der Brusttasche. Er kann das Grundstück verlassen, bevor er entdeckt wird.
Einige Tage später kommt die junge Frau in den Dorfgasthof, in dem Bobby wohnt. Sie stellt sich als Moira Nicholson vor. Sie befürchtet von ihrem Mann getötet zu werden, weil sie Alan Carstairs schon vor der Hochzeit mit dem Arzt kannte. Die drei beschließen, Roger nach dem Verbleib des Fotos zu befragen. Er sagt, er habe das Foto weggenommen, um einen Skandal zu vermeiden. Das Foto von Mrs. Cayman habe er nicht in die Tasche gelegt.
Weil sie sich für das Testament von John Savage interessiert, fährt Frankie zu ihrem Anwalt nach London. Von diesem erfährt sie, dass Carstairs auch schon da war. Savage hatte zu dem Zeitpunkt, als er die Krebsdiagnose erhielt, Besuch von einem Ehepaar Templeton. Die Diagnose wurde von einem Spezialisten nicht bestätigt und er fühlte sich auch gut. Trotzdem beging er Selbstmord und hinterließ den Templetons 700.000 Pfund. Danach verschwanden sie. Carstairs war also auf ihrer Spur.
Bobby wird entführt und auf der Suche nach ihm wird auch Frankie in einem einsamen Cottage festgehalten. Der Kidnapper ist Roger. Es gelingt ihnen, sich im Haus zu befreien, und sie finden auch Moira, die unter Drogen steht. Als die Polizei eintrifft, kann Roger entkommen.
Bobby und Frankie nehmen nun die Spur zu den Zeugen des Testamentes auf. Das Testament wurde in der Nacht aufgesetzt, bevor Savage starb. Die Zeugen waren die ehemalige Köchin und der ehemalige Gärtner des Hauses. Sie erfahren, dass Gladys, das Hausmädchen, nicht gefragt wurde. Gladys war die Einzige im Haus, die Savage kannte und sie hätte sofort bemerkt, dass es Roger war, der im „Totenbett“ lag, um den Inhalt des Testaments zu ändern, und sie entdecken auch noch, dass Gladys’ Nachname Evans ist – der Grund für Carstairs Frage: „Warum haben sie nicht Evans gefragt?“
Sie verfolgen die Spur des Stubenmädchens und finden sie als Haushälterin im Pfarrhaus von Bobbys Vater. Das war der Grund, warum Carstairs nach Wales gekommen war: Er versuchte das Mädchen zu finden, weil ihm das Testament verdächtig vorkam, und das ist auch der Grund für den Anschlag auf Bobbys Leben.
Zurück in Wales, treffen sie auf Moira, die um Hilfe bittet, weil sie sich von Roger bedroht fühlt. In einem kleinen Café wollen sie sich besprechen, doch Moira entpuppt sich als Komplizin von Roger. Sie versucht zuerst Frankie und Bobby zu vergiften. Als sie ertappt wird, schießt sie auf Frankie. Der Schuss geht daneben und sie kann überwältigt werden.
Einige Wochen später erhalten sie einen Brief von Roger aus Südamerika, in dem er ein Geständnis ablegt. Frankie und Bobby erkennen ihre Liebe zueinander und werden ein Paar.

## Personen
- Robert „Bobby“ Jones – Sohn des Vikars von Marchbolt
- Lady Frances „Frankie“ Derwent – Tochter von Lord Marchington
- Dr. Thomas – ein Golfpartner von Bobby
- Alex Pritchard – der Mann der auf den Klippen in der Nähe von Marchbolt stirbt, sein wirklicher Name ist: Alan Carstairs, ein Freund von John Savage
- Mr. Jones Senior – Pfarrer von Marchbolt und Vater von Bobby
- Mr. Leo und Mrs. Amelia Cayman, vermeintliche Schwager und Schwester von Alex Pritchard
- Badger Beadon – Freund von Bobby aus Kindertagen und sein zukünftiger Geschäftspartner
- George Arbuthnot – ein Freund von Frankie
- Henry und Sylvia Bassington-ffrench von Merroway Court in Hampshire
- Roger Bassington-ffrench – Henrys Bruder
- Dr. Nicholson – kanadischer Besitzer eines Sanatoriums in der Nähe von Merroway Court
- Moira Nicholson – seine Frau
- John Savage – verstorbener Millionär und Großwildjäger
- Mrs. Rivington – eine Freundin von John Savage
- Gladys Roberts, geborene Evans – ehemaliges Stubenmädchen bei „Mr. und Mrs. Templeton“, nun Haushälterin beim Vikar von Marchbolt
- Rose Pratt, geborene Chudleigh – ehemalige Köchin bei „Mr. und Mrs. Templeton“ und Zeugin des Testamentes von John Savage
- Albert Mere – ehemaliger Gärtner bei „Mr. und Mrs. Templeton“ und Zeuge des Testamentes von John Savage

## Verfilmungen

### 1980: Warum haben sie nicht Evans gefragt? (Fernsehfilm)
Why Didn’t They Ask Evans wurde von London Weekend Television für das Fernsehen adaptiert und am 30. März 1980 ausgestrahlt. Vor dieser Produktion gab es schon einige Fernsehproduktionen auf der Basis von Werken der Autorin, die dieser aber häufig missfielen, insbesondere eine Ausstrahlung von Und dann gabs keines mehr aus dem Jahr 1949 mit vielen Fehlern (etwa dem, dass eine der „Leichen“ im Blickwinkel der Kamera wieder aufsteht und davongeht). Seit den 1960er Jahren verweigerte die Autorin die Verfilmung ihrer Werke für das Fernsehen.
Nach ihrem Tod wichen ihre Erben, allen voran ihre Tochter Rosalind Hicks, davon ab und Why Didn’t They Ask Evans war die erste Fernsehproduktion dieser neuen Ära. Die Hauptrollen spielen Francesca Annis als Lady Frances (Frankie) Derwent und James Warwick als Bobby Jones. Das Werk erlangte breite Aufmerksamkeit und erhielt gute Kritiken. Zudem zeigte sich durch die Verfilmung, dass sich Christies Werke für den Fernsehschirm eignen. – Agatha Christie’s Partners in Crime, Miss Marple mit Joan Hickson (die eine kleine Rolle in Evans hat), Agatha Christie’s Poirot mit David Suchet und Agatha Christie’s Marple mit Geraldine McEwan (bis zu ihrem Ausscheiden) und nun mit Julia McKenzie: Alle können ihren Stil und ihren Erfolg auf diese Produktion zurückführen.

### 2008: Agatha Christie’s Marple
2008 produzierte ITV einen Film mit diesem Titel als dritte Episode der vierten Staffel der englischen Fernsehserie Agatha Christie’s Marple mit Julia McKenzie als Miss Marple, obwohl diese in der Romanvorlage nicht vorkommt.

### 2013: Mörderische Spiele
Ein Schritt ins Leere ist der vierte Teil (2013) der französischen Fernsehserie Mörderische Spiele. Die Kriminalfälle sind für die Serie in das Frankreich der 50/60er Jahre versetzt worden – darüber hinaus sind die handelnden Personen ausgetauscht worden. So ermittelt auch nicht Lady Francis zusammen mit Robert Jones, sondern Kommissar Swan Laurence, der von der Lokalreporterin Alice Avril und seiner Sekretärin Marlène Leroy unterstützt wird.

### 2022: Ein Schritt ins Leere
Am 12. April 2022 erschien in Großbritannien eine Miniserie, betitelt Agatha Christie: Ein Schritt ins Leere, mit Will Poulter in der Hauptrolle. Des Weiteren spielen Alistair Petrie, Lucy Boynton, Emma Thompson und Maeve Dermody, die bereits in der Agatha-Christie-Verfilmung Und dann gabs keines mehr aus dem Jahr 2015 mitgewirkt hatte.
Regie führte Hugh Laurie, der auch in der Rolle des Dr. James Nicholson zu sehen ist.
Die deutschsprachige Fassung erschien am 20. August 2022 bei dem Streaminganbieter RTL+. Die im Original dreiteilige Fassung mit je etwa 60 Minuten Laufzeit wurde für die deutsche Veröffentlichung auf vier 45-minütige Episoden umgeschnitten.

## Wichtige englischsprachige und deutschsprachige Ausgaben

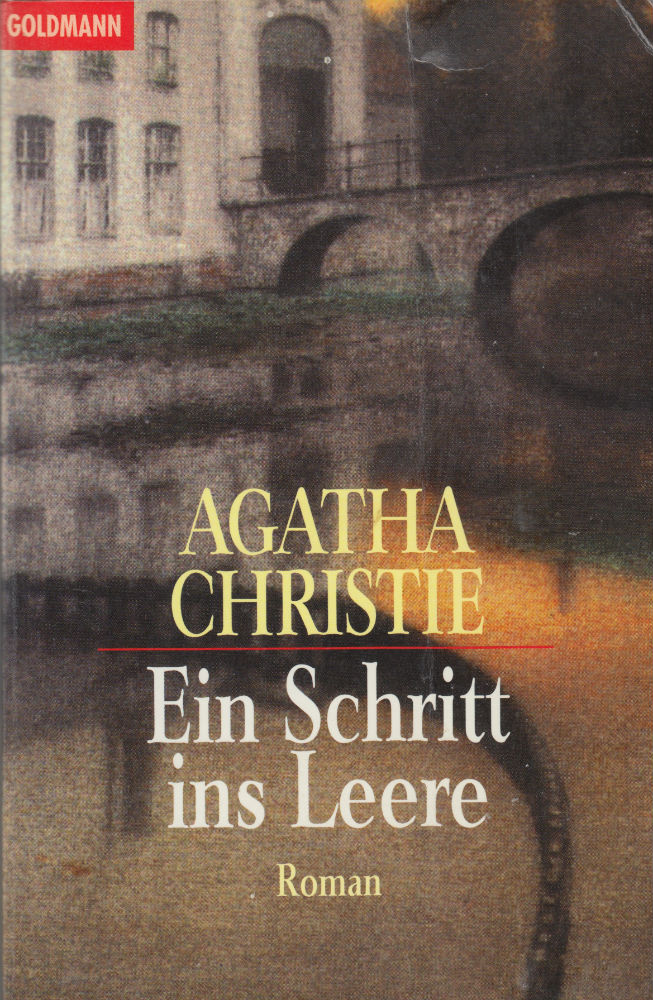
Ein Schritt ins Leere, deutsche Ausgabe des Goldmann Verlags 1997

- 1933, The McCall Company (USA) (abridged version as part of Six Redbook Novels), 1933
- 1934, Collins Crime Club (London), September 1934[1]
- 1935 deutsche Erstausgabe: Goldmann Verlag Leipzig in der Übersetzung von Otto Albrecht van Bebber[4]
- 2021 deutsche Neuübersetzung: Atlantik Verlag Hamburg in der Übersetzung von Michael Mundhenk[5]

Der Roman erschien zuerst in den USA in einer Kurzfassung in der Novemberausgabe 1933 des Redbook Magazine (Volume 62, Number 1) unter dem Titel The Boomerang Clue mit Illustrationen von Joseph Franke. Diese Version wurde dann auch in der Sammlung Six Redbook Novels veröffentlicht, auch noch vor der Veröffentlichung der vollständigen Fassung bei Dodd & Mead 1935. Die anderen fünf Kurzfassungen von Romanen in dieser Sammlung waren The Thin Man von Dashiell Hammett, The Figure in the Fog von Mignon G. Eberhart, The Cross of Peace von Philip Gibbs, White Piracy von James Warner Bellah und Parade Ground von Charles L. Clifford.

## Golf
Der Name des Amateur-Ermittlers und Hobby-Golfers Bobby Jones bezieht sich auf den echten Bobby Jones, ein zur Zeit der Abfassung des Romans bekannter Star-Golfer aus den USA. Im 1. Kapitel wird kurz auf ihn Bezug genommen. 

## Widmung
Die Widmung des Buches lautet:
Für Christopher Mallock – in Erinnerung an Hinds.
Die Familie Mallock waren Freunde der Autorin aus den Jahren vor ihrer ersten Hochzeit. Sie veranstalteten in ihrem Haus Cockington Court, in der Nähe von Torquay, Amateurtheateraufführungen, an denen Christie, um ihre Schüchternheit zu überwinden, teilnahm.

## Hörbücher
- 2006 Ein Schritt ins Leere (3 CDs): gekürzte Lesung. Aus dem Englischen von Tanja Handels. Gelesen von Konstantin Graudus. Regie: Sven Stricker. Der Hörverlag München[14]
- 2009 Der Schritt ins Leere (3 CDs): gekürzte Lesung. Aus dem Englischen von Tanja Handels. Gelesen von Konstantin Graudus. Regie: Sven Stricker. Der Hörverlag München. [abgesehen vom geänderten Titel identisch mit der Ausgabe von 2006]
- 2006 Ein Schritt ins Leere (5 CDs): einzige ungekürzte Lesung. Sprecher: Manfred Fenner. Regie: Hans Eckardt: Verlag und Studio für Hörbuchproduktionen, Marburg[15]